# Nathaniel Palmer

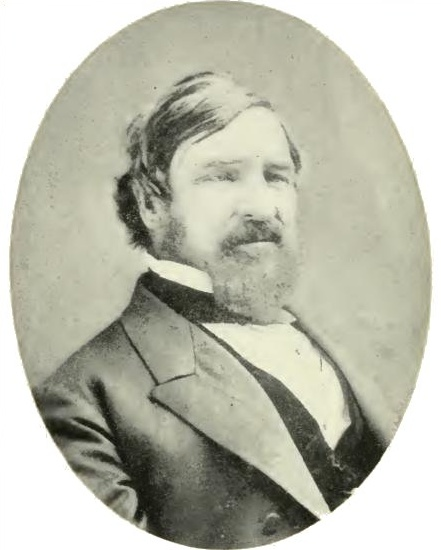
Nathaniel Brown Palmer

Nathaniel Brown Palmer (Stonington, Connecticut, 1799 - Stonington, 1877) fue un capitán ballenero estadounidense, considerado como codescubridor de la Antártida. 

## Biografía
Nacido en Stonington, (Connecticut, Estados Unidos) ingresa muy joven en la marina como marinero. A la edad de 19 años se convierte en patrón. En 1820, durante una campaña de caza ballenas en las cercanías de las islas Shetland del Sur a bordo del "Hero", un sloop de 14 m de eslora, decide aventurarse más al sur en busca de nuevas colonias de cría de focas a fin de cazarlas. 

### Co-descubrimiento de la Antártida
El 17 de noviembre de 1820, descubre una tierra que no aparece en los mapas. Por esas fechas tanto un barco de la Marina Imperial Rusa comandado por Fabian Gottlieb von Bellingshausen como otro de la Royal Navy británica al mando de Edward Bransfield navegan por la misma zona, es por esta razón que estas 3 personas son consideradas como los codescubridores de la Antártida. Durante esta expedición, Palmer descubriría también las islas Orcadas del Sur.
Palmer seguiría su carrera como comandante, para pasar posteriormente a diseñador y constructor y finalmente propietario de clippers. Murió en 1877, a la edad de 78 años. Fue enterrado cerca de su casa victoriana en Stonington que fue transformada en museo.
Las tierras que descubrió recibieron el nombre de Palmer Land aunque posteriormente los británicos las rebautizarían como Graham Land. Actualmente se conocen como península Palmer. En honor del capitán, también llevan su nombre el archipiélago Palmer, una estación científica estadounidense (Estación Palmer), situada en una de las islas del mismo archipiélago y un rompehielos estadounidense, el RV Nathaniel B. Palmer.